# Skeleton vid olympiska vinterspelen 1928
Detta är resultaten från tävlingen i skeleton vid olympiska vinterspelen 1928 i St. Moritz. Tävlingen var singel herrar. I många fall nämns tävlingarna i skeleton vid spelen 1928 och 1948 som kälkåkning. Tävlingen hölls i Cresta Run och medaljerna delades ut efter tre åk.

## Medaljörer
| Gren   | Guld                | Silver          | Brons                         |
| Herrar | Jennison Heaton USA | John Heaton USA | David Carnegie Storbritannien |

## Resultat
| Placering | Namn                       | Åk 1   | Åk 2   | Åk 3   | Totalt | Skillnad |
| --------- | -------------------------- | ------ | ------ | ------ | ------ | -------- |
| 1         | Jennison Heaton (USA)      | 1:00,2 | 1:00,2 | 1:01,4 | 3:01,8 | —        |
| 2         | John Heaton (USA)          | 1:01,4 | 1:00,4 | 1:01,0 | 3:02,8 | +1,0     |
| 3         | David Carnegie (GBR)       | 1:02,7 | 1:01,0 | 1:01,4 | 3:05,1 | +3,3     |
| 4         | Agostino Lanfranchi (ITA)  | 1:02,1 | 1:02,4 | 1:04,2 | 3:08,7 | +6,9     |
| 5         | Alexander Berner (SUI)     | 1:03,4 | 1:03,4 | 1:02,0 | 3:08,8 | +7,0     |
| 6         | Franz Unterlechner (AUT)   | 1:05,9 | 1:03,4 | 1:04,2 | 3:13,5 | +11,7    |
| 7         | Alessandro del Torso (ITA) | 1:05,6 | 1:04,7 | 1:04,6 | 3:14,9 | +13,1    |
| 8         | Louis Hasenknopf (AUT)     | 1:15,4 | 1:10,9 | 1:10,4 | 3:36,7 | +34,9    |
| 9         | Willy von Eschen (SUI)     | 1:04,8 | DNF    | —      | —      | —        |
| 10        | Pierre Dormeuil (FRA)      | DNF    | DNF    | —      | —      | —        |

## Medaljtabell
| Pl. | Nation         | Guld | Silver | Brons | Totalt |
| --- | -------------- | ---- | ------ | ----- | ------ |
| 1   | USA            | 1    | 1      | 0     | 2      |
| 2   | Storbritannien | 0    | 0      | 1     | 1      |